# Olympische Sommerspiele 2020/Golf
Bei den Olympischen Spielen 2020 in Tokio wurden vom 29. Juli bis zum 7. August 2021 zwei Wettbewerbe im Golf ausgetragen, je einer für Frauen und Männer in der Zählspielweise. Am Turnier nahmen bei den Frauen und Männern jeweils 60 Athleten teil. Austragungsort war der Kasumigaseki Country Club.

## Zeitplan
| Wettbewerbe und Zeitplan Golf | Wettbewerbe und Zeitplan Golf | Wettbewerbe und Zeitplan Golf | Wettbewerbe und Zeitplan Golf | Wettbewerbe und Zeitplan Golf | Wettbewerbe und Zeitplan Golf | Wettbewerbe und Zeitplan Golf | Wettbewerbe und Zeitplan Golf | Wettbewerbe und Zeitplan Golf | Wettbewerbe und Zeitplan Golf | Wettbewerbe und Zeitplan Golf |
| Wettbewerbe                   | Juli 2021                     | Juli 2021                     | Juli 2021                     | August 2021                   | August 2021                   | August 2021                   | August 2021                   | August 2021                   | August 2021                   | August 2021                   |
| Wettbewerbe                   | 29.                           | 30.                           | 31.                           | 1.                            | 2.                            | 3.                            | 4.                            | 5.                            | 6.                            | 7.                            |
| ----------------------------- | ----------------------------- | ----------------------------- | ----------------------------- | ----------------------------- | ----------------------------- | ----------------------------- | ----------------------------- | ----------------------------- | ----------------------------- | ----------------------------- |
| Männer                        |                               |                               |                               |                               |                               |                               |                               |                               |                               |                               |
| Frauen                        |                               |                               |                               |                               |                               |                               |                               |                               |                               |                               |
| Entscheidungen                | 0                             | 0                             | 0                             | 1                             | 0                             | 0                             | 0                             | 0                             | 0                             | 1                             |

|  | Qualifikation |  | Medaillenentscheidung |

## Bilanz

### Medaillenspiegel
| Platz  | Land               | Gold | Silber | Bronze | Gesamt |
| ------ | ------------------ | ---- | ------ | ------ | ------ |
| 1      | Vereinigte Staaten | 2    | –      | –      | 2      |
| 2      | Japan              | –    | 1      | –      | 1      |
| 2      | Slowakei           | –    | 1      | –      | 1      |
| 4      | Chinesisch Taipeh  | –    | –      | 1      | 1      |
| 4      | Neuseeland         | –    | –      | 1      | 1      |
| Gesamt | Gesamt             | 2    | 2      | 2      | 6      |

### Medaillengewinner
| Disziplin | Gold                    | Silber               | Bronze                |
| --------- | ----------------------- | -------------------- | --------------------- |
| Männer    | Xander Schauffele (USA) | Rory Sabbatini (SVK) | Pan Cheng-tsung (TPE) |
| Frauen    | Nelly Korda (USA)       | Mone Inami (JPN)     | Lydia Ko (NZL)        |

## Ergebnisse

### Männer
| Platz | Land | Athlet            | R1 | R2 | R3 | R4 | Total | Par |
| ----- | ---- | ----------------- | -- | -- | -- | -- | ----- | --- |
| 1     | USA  | Xander Schauffele | 68 | 63 | 68 | 67 | 266   | −18 |
| 2     | SVK  | Rory Sabbatini    | 69 | 67 | 70 | 61 | 267   | −17 |
| 3     | TPE  | Pan Cheng-tsung   | 74 | 66 | 66 | 63 | 269   | −15 |
| 4     | GBR  | Paul Casey        | 67 | 68 | 66 | 68 | 269   | −15 |
| 4     | JPN  | Hideki Matsuyama  | 69 | 64 | 67 | 69 | 269   | −15 |
| 4     | IRL  | Rory McIlroy      | 69 | 66 | 67 | 67 | 269   | −15 |
| 4     | USA  | Collin Morikawa   | 69 | 70 | 67 | 63 | 269   | −15 |
| 4     | COL  | Sebastián Muñoz   | 67 | 69 | 66 | 67 | 269   | −15 |
| 4     | CHI  | Mito Pereira      | 69 | 65 | 68 | 67 | 269   | −15 |

Datum: 29. Juli bis 1. August 2021

### Frauen
| Platz | Land | Athletin                | R1 | R2 | R3 | R4 | Total | Par |
| ----- | ---- | ----------------------- | -- | -- | -- | -- | ----- | --- |
| 1     | USA  | Nelly Korda             | 67 | 62 | 69 | 69 | 267   | −17 |
| 2     | JPN  | Mone Inami              | 70 | 65 | 68 | 65 | 268   | −16 |
| 3     | NZL  | Lydia Ko                | 70 | 67 | 66 | 65 | 268   | −16 |
| 4     | IND  | Aditi Ashok             | 67 | 66 | 69 | 68 | 269   | −15 |
| 5     | AUS  | Hannah Green            | 71 | 65 | 67 | 68 | 271   | −13 |
| 5     | DEN  | Emily Kristine Pedersen | 70 | 63 | 70 | 68 | 271   | −13 |
| 7     | IRL  | Stephanie Meadow        | 72 | 66 | 68 | 66 | 272   | −12 |
| 8     | CHN  | Feng Shanshan           | 74 | 64 | 68 | 67 | 273   | −11 |

Datum: 4. bis 7. August 2021 

## Qualifikation
| Nation             | Männer | Frauen | Athleten |
| ------------------ | ------ | ------ | -------- |
| Argentinien        |        | 1      | 1        |
| Australien         | 2      | 2      | 4        |
| Belgien            | 2      | 1      | 3        |
| Chile              | 2      |        | 2        |
| China              | 2      | 2      | 4        |
| Chinesisch Taipeh  | 1      | 2      | 3        |
| Dänemark           | 2      | 2      | 4        |
| Deutschland        | 2      | 2      | 4        |
| Ecuador            |        | 1      | 1        |
| Finnland           | 2      | 2      | 4        |
| Frankreich         | 2      | 2      | 4        |
| Großbritannien     | 2      | 2      | 4        |
| Hongkong           |        | 1      | 1        |
| Indien             | 2      | 1      | 3        |
| Irland             | 2      | 2      | 4        |
| Italien            | 2      | 2      | 4        |
| Japan              | 2      | 2      | 4        |
| Kanada             | 2      | 2      | 4        |
| Kolumbien          | 1      | 1      | 2        |
| Malaysia           | 1      | 1      | 2        |
| Marokko            |        | 1      | 1        |
| Mexiko             | 2      | 2      | 4        |
| Neuseeland         | 1      | 1      | 2        |
| Niederlande        |        | 1      | 1        |
| Norwegen           | 2      | 2      | 4        |
| Österreich         | 2      | 1      | 3        |
| Paraguay           | 1      |        | 1        |
| Philippinen        | 1      | 2      | 3        |
| Polen              | 1      |        | 1        |
| Puerto Rico        | 1      | 1      | 2        |
| Schweden           | 2      | 2      | 4        |
| Schweiz            |        | 1      | 1        |
| Simbabwe           | 1      |        | 1        |
| Slowakei           | 1      |        | 1        |
| Slowenien          |        | 1      | 1        |
| Spanien            | 2      | 2      | 4        |
| Südafrika          | 2      | 1      | 3        |
| Südkorea           | 2      | 4      | 6        |
| Thailand           | 2      | 2      | 4        |
| Tschechien         | 1      | 1      | 2        |
| Venezuela          | 1      |        | 1        |
| Vereinigte Staaten | 4      | 4      | 8        |
| Gesamt: 42 NOK     | 60     | 60     | 120      |